# Proprioseiopsis badryi
Proprioseiopsis badryi är en spindeldjursart som först beskrevs av Yousef och El-Brollosy 1986.  Proprioseiopsis badryi ingår i släktet Proprioseiopsis och familjen Phytoseiidae. Inga underarter finns listade i Catalogue of Life.